# Club Deportivo Palestino
Club Deportivo Palestino S.A. är en chilensk fotbollsklubb från huvudstaden Santiago. Klubben bildades den 20 augusti 1920 av palestinska invandrarna som kom till Chile under den här tiden. Klubben fungerade länge som Palestinas officiella landslag, men sedan 1998 har Palestina ett eget lag av spelare. I dagsläget styrs klubben helt och hållet av chilensk-palestinier och laget tränas av den förre landslagsmannen Luis Musrri.
Lagets hemmaarena heter Estadio Municipal de La Cisterna och har en totalkapacitet av 12 000 platser.

## Meriter
- Primera División
  - Vinnare (2): 1955, 1978[1]
  - Tvåa (4): 1953, 1974, 1986, 2008
- Copa Chile
  - Vinnare (2): 1975, 1977[1]